# Nadir Lamyaghri
Nadir Lamyaghri, född 13 februari 1976 i Casablanca, är en marockansk fotbollsmålvakt.
Nadir Lamyaghri slog igenom i Racing Casablanca innan han år 2000 gick till Wydad Casablanca. Han blev utlånad 2001 till Hassania Agadir där han vann den inhemska ligan. Lamyaghri har även varit utlånad två gånger hos Al-Wahda i Förenade Arabemiraten.
Nadir Lamyaghri var med i Marockos trupp till OS 2004, där Marocko åkte ut i gruppspelet efter Irak och Costa Rica. Han var även med i det lag som kom tvåa i Afrikanska Mästerskapet 2004, då Marocko förlorade mot Tunisien i finalen.